# Biatlon op de Olympische Winterspelen 1998
Biatlon is een van de sporten die beoefend werden tijdens de Olympische Winterspelen 1998 in Nagano, Japan. De wedstrijden vonden plaats in het Biatlonstadion Nozawa Onsen in Nozawa Onsen.

## Heren

### 10 kilometer sprint
| Rang   | Sporter(s)           | Land | Tijd    | Pen. |
| ------ | -------------------- | ---- | ------- | ---- |
| Goud   | Ole Einar Bjørndalen | NOR  | 27:16.2 | 0    |
| Zilver | Frode Andresen       | NOR  | 28:17.8 | 2    |
| Brons  | Ville Räikkönen      | FIN  | 28:21.7 | 1    |
| 4      | Viktor Maigoerov     | RUS  | 28:36.0 | 0    |
| 5      | Jēkabs Nākums        | LAT  | 28:36.9 | 1    |
| 6      | Oļegs Maļuhins       | LAT  | 28:37.4 | 1    |
| 7      | Frank Luck           | GER  | 28:40.3 | 1    |
| 8      | Halvard Hanevold     | NOR  | 28:40.8 | 2    |

### 20 kilometer individueel
| Rang   | Sporter(s)           | Land | Tijd    | Pen. |
| ------ | -------------------- | ---- | ------- | ---- |
| Goud   | Halvard Hanevold     | NOR  | 56:16.4 | 1    |
| Zilver | Pier Alberto Carrara | ITA  | 56:21.9 | 0    |
| Brons  | Aleksej Ajdarov      | BLR  | 56:46.5 | 1    |
| 4      | Ivan Masařík         | CZE  | 57:30.7 | 1    |
| 5      | Ilmārs Bricis        | LAT  | 58:15.1 | 3    |
| 6      | Ricco Groß           | GER  | 58:15.4 | 1    |
| 7      | Ole Einar Bjørndalen | NOR  | 58:16.8 | 4    |
| 8      | Peter Sendel         | GER  | 58:30.3 | 1    |

### 4 x 7,5 kilometer estafette
| Rang   | Sporter(s)                                                            | Land | Tijd      | Pen.   |
| ------ | --------------------------------------------------------------------- | ---- | --------- | ------ |
| Goud   | Ricco Groß Peter Sendel Sven Fischer Frank Luck                       | GER  | 1:21:36.2 | 0 + 6  |
| Zilver | Egil Gjelland Halvard Hanevold Dag Bjørndalen Ole Einar Bjørndalen    | NOR  | 1:21:56.3 | 0 + 7  |
| Brons  | Pavel Muslimov Vladimir Dratchev Sergei Tarasov Viktor Maigoerov      | RUS  | 1:22:19.3 | 0 + 7  |
| 4      | Aleksej Ajdarov Oleg Ryzhenkov Aleksandr Popov Vadim Sashurin         | BLR  | 1:23:14.0 | 0 + 4  |
| 5      | Wiesław Ziemianin Tomasz Sikora Jan Ziemianin Wojciech Kozub          | POL  | 1:24:09.8 | 0 + 8  |
| 6      | Oļegs Maļuhins Ilmārs Bricis Gundars Upenieks Jēkabs Nākums           | LAT  | 1:24:24.4 | 2 + 12 |
| 7      | Andreas Heymann Raphaël Poirée Thierry Dusserre Patrice Bailly-Salins | FRA  | 1:24:53.0 | 2 + 11 |
| 8      | Ville Räikkönen Paavo Puurunen Harri Eloranta Olli-Pekka Peltola      | FIN  | 1:25:01.4 | 2 + 11 |

## Dames

### 7,5 kilometer sprint
| Rang   | Sporter(s)               | Land | Tijd    | Pen. |
| ------ | ------------------------ | ---- | ------- | ---- |
| Goud   | Galina Koekleva          | RUS  | 23:08.0 | 1    |
| Zilver | Uschi Disl               | GER  | 23:08.7 | 1    |
| Brons  | Katrin Apel              | GER  | 23:32.4 | 1    |
| 4      | Soňa Mihoková            | SVK  | 23:42.3 | 1    |
| 5      | Yu Shumei                | CHN  | 23:44.0 | 0    |
| 6      | Anna Stera               | POL  | 23:53.1 | 2    |
| 7      | Martina Schwarzbacherová | SVK  | 23:54.5 | 1    |
| 8      | Mari Lampinen            | FIN  | 23:55.2 | 0    |

### 15 kilometer individueel
| Rang   | Sporter(s)          | Land | Tijd    | Pen. |
| ------ | ------------------- | ---- | ------- | ---- |
| Goud   | Jekaterina Dafovska | BUL  | 54:52.0 | 1    |
| Zilver | Olena Petrova       | UKR  | 55:09.8 | 1    |
| Brons  | Uschi Disl          | GER  | 55:17.9 | 1    |
| 4      | Pavlina Filipova    | BUL  | 55:18.1 | 1    |
| 5      | Andreja Grašič      | SLO  | 56:01.0 | 4    |
| 6      | Ryoko Takahashi     | JPN  | 56:17.4 | 3    |
| 7      | Albina Achatova     | RUS  | 56:21.7 | 1    |
| 8      | Annette Sikveland   | NOR  | 56:38.7 | 3    |

### 4 x 7,5 kilometer estafette
| Rang   | Sporter(s)                                                                        | Land | Tijd      | Pen.   |
| ------ | --------------------------------------------------------------------------------- | ---- | --------- | ------ |
| Goud   | Uschi Disl Martina Zellner Katrin Apel Petra Behle                                | GER  | 1:40:13.6 | 0 + 11 |
| Zilver | Olga Melnik Galina Koekleva Albina Achatova Olga Romasko                          | RUS  | 1:40:25.2 | 0 + 9  |
| Brons  | Ann-Elen Skjelbreid Annette Sikveland Gunn Margit Andreassen Liv Grete Skjelbreid | NOR  | 1:40:37.3 | 2 + 10 |
| 4      | Martina Schwarzbacherová Anna Murínová Tatiana Kutlíková Soňa Mihoková            | SVK  | 1:41:20.6 | 2 + 9  |
| 5      | Valentina Tserbe-Nesina Olena Petrova Tatiana Vodopianova Olena Zubrilova         | UKR  | 1:42:32.6 | 0 + 6  |
| 6      | Kateřina Losmanowá Irena Česneková Jiřina Pelcová Eva Háková                      | CZE  | 1:43:20.5 | 0 + 10 |
| 7      | Yu Shumei Sun Ribo Liu Jinfeng Liu Xianying                                       | CHN  | 1:43:32.6 | 1 + 10 |
| 8      | Christelle Gros Emmanuelle Claret Florence Baverel Corinne Niogret                | FRA  | 1:43:54.6 | 0 + 8  |

## Medaillespiegel
| Plaats | Land        | NOC    | Goud | Zilver | Brons | Totaal |
| ------ | ----------- | ------ | ---- | ------ | ----- | ------ |
| 1      | Noorwegen   | NOR    | 2    | 2      | 1     | 5      |
| 2      | Duitsland   | GER    | 2    | 1      | 2     | 5      |
| 3      | Rusland     | RUS    | 1    | 1      | 1     | 3      |
| 4      | Bulgarije   | BUL    | 1    | 0      | 0     | 1      |
| 5      | Italië      | ITA    | 0    | 1      | 0     | 1      |
| 5      | Oekraïne    | UKR    | 0    | 1      | 0     | 1      |
| 7      | Wit-Rusland | BLR    | 0    | 0      | 1     | 1      |
| 7      | Finland     | FIN    | 0    | 0      | 1     | 1      |
| Totaal | Totaal      | Totaal | 6    | 6      | 6     | 18     |